# Moisés Fontela
Moisés Eduardo Fontela (Pergamino, Buenos Aires, 19 de noviembre de 1938) es un ingeniero civil , empresario y político argentino, que fue diputado en el Congreso de la Nación Argentina y miembro del Grupo de los Ocho.

## Biografía
Nacido y educado en el medio rural bonaerense, estudió ingeniería en la Universidad de Buenos Aires, graduándose como Ingeniero Civil en 1960. Durante un tiempo fue docente en esa Universidad. Trabajó en su profesión en la actividad privada hasta 1987, y luego entre 1994 y 2000. Desde 1964 es también productor ganadero, vinculándose al movimiento CREA. Se radicó en Castelli, provincia de Buenos Aires. Casado, tiene siete hijos y trece nietos.
Se incorporó al Partido Justicialista en 1983, relacionándose especialmente con el entonces diputado nacional Antonio Cafiero y con la renovación peronista.
En 1987 asumió como intendente del partido de Castelli por el Partido Justicialista, y centró su administración en la obra pública y el ordenamiento administrativo.
En 1989 fue elegido Diputado Nacional por el PJ, por lo que presentó su renuncia a la intendencia. Desde aun antes de asumir su cargo —diciembre de 1989— se relacionó con otros diputados que se oponían al giro liberal que tomaba el recientemente electo presidente Carlos Saúl Menem. En enero de 1990 fundó el Grupo de los Ocho, con los diputados Germán Abdala, Darío Alessandro, Juan Pablo Cafiero, Luis Brunati, Franco Caviglia, José "Conde" Ramos y Carlos "Chacho" Álvarez. Dirigieron su acción política a la oposición a las privatizaciones de las empresas públicas emprendidas por Menem, y a denunciar reiterados actos de corrupción en el gobierno nacional. También se opusieron firmemente a los indultos presidenciales a jefes militares condenados por sus acciones criminales durante la dictadura militar y a la ley de punto final.
Se hizo más conocido a nivel nacional en 1990, al lograr que una acción de amparo presentada por él declarara inconstitucional la privatización de Aerolíneas Argentinas, la aerolínea de bandera de la Argentina. La razón esgrimida fue la incoherencia en el contrato de concesión, entre la supuesta autoridad delegada al Estado Argentino para vetar ciertas acciones de la empresa, y su muy escasa participación accionaria. Al día siguiente, la Corte Suprema de Justicia de la Nación Argentina hizo lugar al pedido de per saltum —procedimiento jurídico de intervención directa de la Corte inaugurado especialmente para la ocasión, y casi no utilizado desde entonces— realizado por el Poder Ejecutivo, y rechazó la declaración de inconstitucionalidad con argumentos por demás endebles.
Siendo diputado nacional, publicó:
- con Hugo Barcia, La carpa de Alí Babá. El grupo de los 8 contra la corrupción.
- Manual de gansadas argentinas, en el estilo del Manual de zonceras argentinas de Arturo Jauretche, pero centrado en creencias comunes de la acción política argentina.
- La Trampa, sobre la jubilación privada, pocos días antes de que se sancionara la ley que creaba las AFJP.

En 1991, simultáneamente con el final de su mandato, fue candidato a vicegobernador de la Provincia de Buenos Aires, en la lista encabezada por Oscar Alende. Por esa época fundó un partido político llamado "Movimiento por la Justicia Social", alejándose temporalmente del Partido Justicialista, que estaba manejado por el menemismo.
Desde 1992 en adelante, su acción política se ha visto disminuida, volviendo a la actividad privada. Tras el final del gobierno de Menem, se reincorporó al Partido Justicialista, del cual nunca se consideró completamente desvinculado. En 2008 volvió a adquirir notoriedad, al apoyar activamente la política de retenciones móviles impulsada por la presidenta Cristina Fernández de Kirchner, siendo uno de los pocos productores rurales que lo ha hecho en forma pública. 
Ese mismo año, apoyó la renacionalización de Aerolíneas Argentinas —aprobada por el Congreso Nacional en septiembre— y la ley que terminó con el sistema de las AFJP, en el mes de noviembre. Se trata de dos temas en los que había tenido activa participación en el período en que fue diputado nacional.